# Iracema (Ceará)
Iracema is een gemeente in de Braziliaanse deelstaat Ceará. De gemeente telt 15.114 inwoners (schatting 2009).
De gemeente grenst aan Alto Santo, Pereiro, Ererê, Potiretama, Jaguaribara en Jaguaribe.